# Murad Bey
Murād Bey (Tbilisi, 1750 – Beni Suef, 22 aprile 1801) è stato un capo mamelucco egiziano di origine georgiana, comandante di cavalleria e governatore dell'Egitto, per conto del sultano ottomano, assieme a Ibrāhīm Bey. È spesso ricordato come un signore crudele e prepotente, ma un combattente energico e coraggioso.

## Biografia

### Vita militare
La sua famiglia era originaria della Georgia. Nel 1768, fu venduto al circasso mamelucco Muhammad Bey Abu al-Dhahab in Egitto. Dopo la morte del suo padrone, era al comando dell'esercito mamelucco, mentre Ibrāhīm Bey era incaricato delle funzioni amministrative dell'Egitto. Sopravvissero ai persistenti tentativi ottomani di rovesciare il regime mamelucco e ai conflitti civili. A volte servivano come caimacam (governatori in carica) in Egitto, sebbene detenessero effettivamente il potere di fatto per decenni, anche sul governatore ottomano nominato dell'Egitto.
Nel 1786, il sultano ottomano Abdül Hamid I inviò il Kapudan Pascià (grande ammiraglio della marina ottomana) Cezayirli Gazi Hasan Pascià per cacciare Ibrāhīm e Murād Bey. Ḥasan Pascià fu fervente e meticoloso nei suoi sforzi e riuscì in breve tempo a ristabilire il controllo diretto dell'impero ottomano sull'Egitto. Ismaʿil Bey fu nominato nuovo comandante dei Mamelucchi e Shaykh al-Balad (governatore civile). Tuttavia, nel 1791, solo cinque anni dopo la loro espulsione da parte di Ḥasan Pascià, il duumvirato tornò al Cairo dal nascondersi nel sud dell'Egitto e riprese il controllo concreto del paese. A quel tempo, Murād Bey serviva come Amīr al-Ḥajj (Guida del Ḥajj).
Aveva sposato una vedova ricchissima e, con il denaro della moglie, era diventato generale. È descritto come un gigante circasso, massiccio, corpulento e pesante, dalla folta barba nera, capace di decapitare un bue con un solo colpo di scimitarra. Era prepotente e crudele, ma a volte codardo e perfido, sapendo anche essere forte, coraggioso e generoso. Non era uno stratega, infatti non aveva una grande competenza come comandante militare, ma contava su buone doti d'intuito. Il suo genio militare era istintivo e fantasioso.

### La campagna d'Egitto
Comandò la cavalleria mamelucca e la fanteria dei giannizzeri nella battaglia di Shubra Khit il 13 luglio 1798, ma fu sconfitto dall'armata francese e si ritirò dal combattimento. Otto giorni dopo, il 21 luglio, comandò la cavalleria mamelucca durante la battaglia delle piramidi, al fianco di Ibrahim Bey, e fu sconfitto per mano degli eserciti di Napoleone. Mentre Ibrahim Bey fuggiva verso il Sinai, Murad era fuggito prima al Cairo e poi nell'Alto Egitto e iniziò a organizzare una breve campagna di guerriglia che tenne lontano il generale Desaix per un anno. Fu mentre inseguivano Murad Bey nell'Alto Egitto che i francesi scoprirono i monumenti di Dendera, Tebe, Edfu e Philae.
Secondo quanto riferito, Murad aveva offerto denaro alle forze francesi per lasciare l'Egitto e si era offerto di allearsi con gli inglesi in cambio del permesso a loro di occupare Alessandria, Damietta e Rosetta.

### Morte
Nel 1800, firmò la pace con il generale Kléber al Cairo e accettò di presidiare la città, dove morì di peste bubbonica nel suo viaggio l'anno seguente, durante l'epidemia che vi scoppiò.

## Nella cultura di massa

### Letteratura
- Luca Enoch, Lilith albo 11 "La fiamma e la falena", Sergio Bonelli Editore, 2013.